# Zero Waste

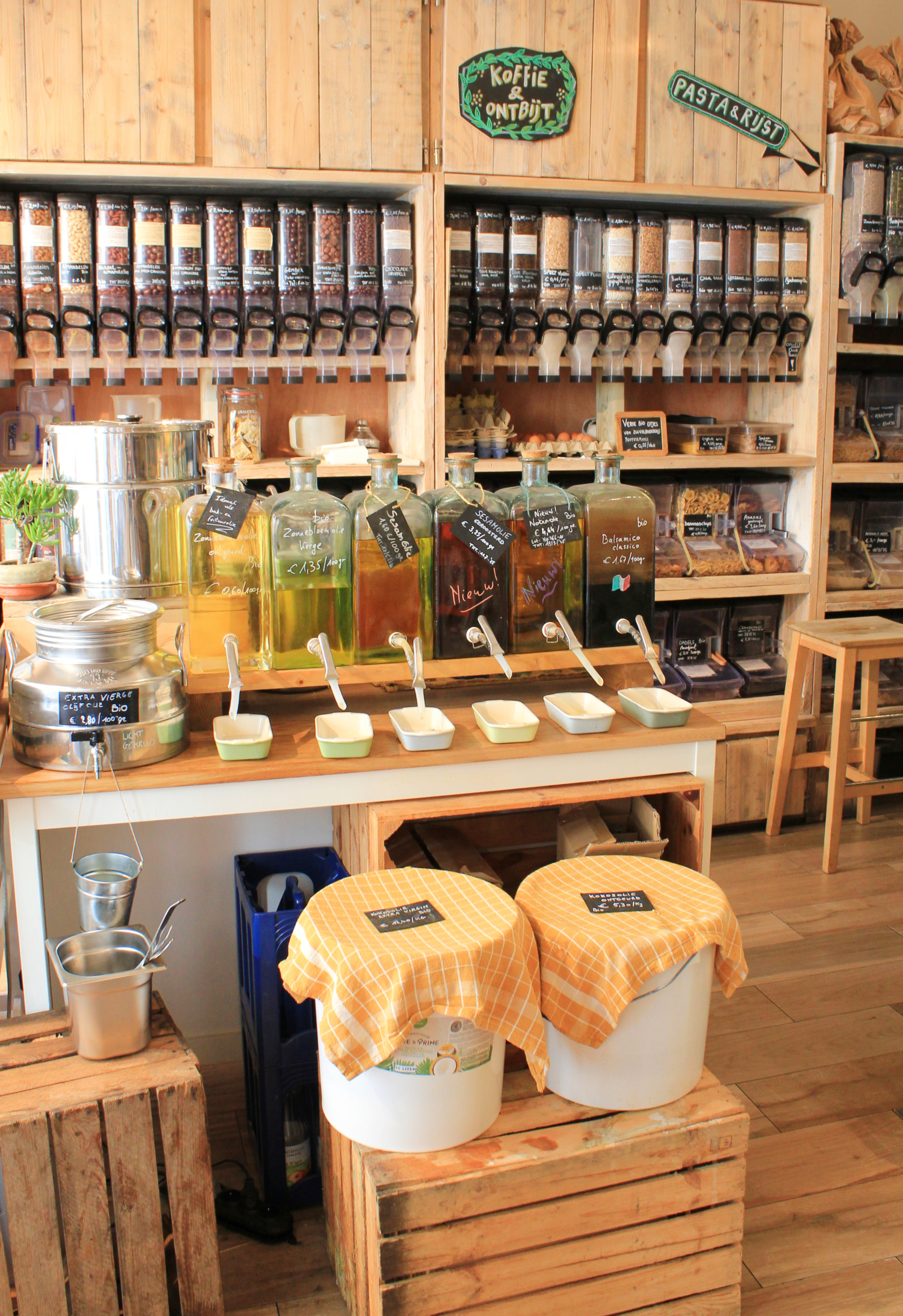
Blick in einen Zero-Waste- bzw. Unverpacktladen in Antwerpen (Belgien).

Zero Waste (kurz ZW; englisch für ‚kein Müll‘ / keine Verschwendung) ist eine nach Nachhaltigkeit strebende Philosophie. Sie verfolgt das Ziel, in der Freizeit, im Alltag, im Handel und in der Produktion möglichst wenig Abfall zu produzieren und Rohstoffe zu schonen; es soll insbesondere durch geschlossene Kreisläufe, Konsumverweigerung, Abfallvermeidung, Reparaturen, Wiederverwendung, Kompostierung und Recycling erreicht werden.

## Definition
Im Jahr 2002 wurde die Zero Waste International Alliance (ZWIA) gegründet, um globale Standards für die Entwicklung von Zero Waste zu etablieren. Am 29. November 2004 wurde die erste von Experten überprüfte (Peer Review) international anerkannte Definition von der ZWIA-Planungsgruppe angenommen. Die revidierte Definition der ZWIA vom 20. Dezember 2018 lautet:

“Zero Waste: The conservation of all resources by means of responsible production, consumption, reuse, and recovery of products, packaging, and materials without burning and with no discharges to land, water, or air that threaten the environment or human health.”

„Zero Waste: Die Bewahrung aller Ressourcen mittels verantwortungsvoller Produktion, Konsum, Wiederverwendung und Rückgewinnung von Produkten, Verpackungen und Materialien ohne Verbrennung und ohne Absonderungen zu Land, Wasser oder Luft, welche die Umwelt oder die menschliche Gesundheit bedrohen.“

## Zero-Waste-Politik
Mehrere Städte haben weltweit das Zero-Waste-Prinzip auf die kommunale Ebene gehoben und erklärt, sogenannte Zero-Waste-Städte, also abfallvermeidende Städte werden zu wollen und zudem entsprechende Maßnahmen angekündigt oder eingeleitet. So beabsichtigt San Francisco, die erste müllfreie Großstadt zu werden.
Ausgehend von einer Initiative gegen den Bau einer Müllverbrennungsanlage, unter der Leitung des Grundschullehrers Rossano Ercolini, erklärte 2007 das italienische Capannori in der Toskana, als erste Gemeinde Europas, das Zero-Waste-Ziel für sich.
Als erste deutsche Stadt möchte Kiel bis zum Jahre 2035 Deutschlands erste Zero Waste City werden. Seit November 2022 ist auch München eine Zero Waste Candidate City.

## Zero Waste im Alltag umsetzen
Anhänger der Zero-Waste-Bewegung setzen ihr Ziel der Abfallvermeidung im Alltag beispielsweise so um, dass sie
- Lebensmittel in Unverpacktläden einkaufen,
- nur die Gegenstände kaufen, die sie wirklich brauchen,
- Dinge die sie bereits besitzen aber die nicht (mehr) benötigt werden an andere Menschen weitergeben, damit diese keine neuen Produkte kaufen, oder diese Gegenstände anderweitig weiterverwenden, statt sie wegzuwerfen, hierzu gehört auch das Upcycling
- aus wenigen „Grundzutaten“ möglichst vieles selber machen.

Mit Hilfe von DIY-Anleitungen werden beispielsweise Geschenkverpackungen, Naturkosmetik oder Putzmittel selbst hergestellt. So kann zum Beispiel aus Natron, Soda, Essig, Citronensäure und Kernseife der Großteil der Putzmittel selbst gemacht werden.

## Zero Waste Index
Mit dem Circular World Index entwickelte eine Bank einen Börsenindex, der sich aus Werten von Firmen zusammensetzt, die entsprechende Technologien entwickeln.

## Aktionstag
Mit Verabschiedung der Resolution 77/161. Förderung von Initiativen für Nullverschwendung mit dem Ziel, die Agenda 2030 für nachhaltige Entwicklung voranzubringen am 14. Dezember 2022 durch die Generalversammlung der Vereinten Nationen wurde der 30. März eines jeden Jahres zum Aktionstag „Internationaler Tag der Nullverschwendung“ bestimmt.